# Jászkun kerület

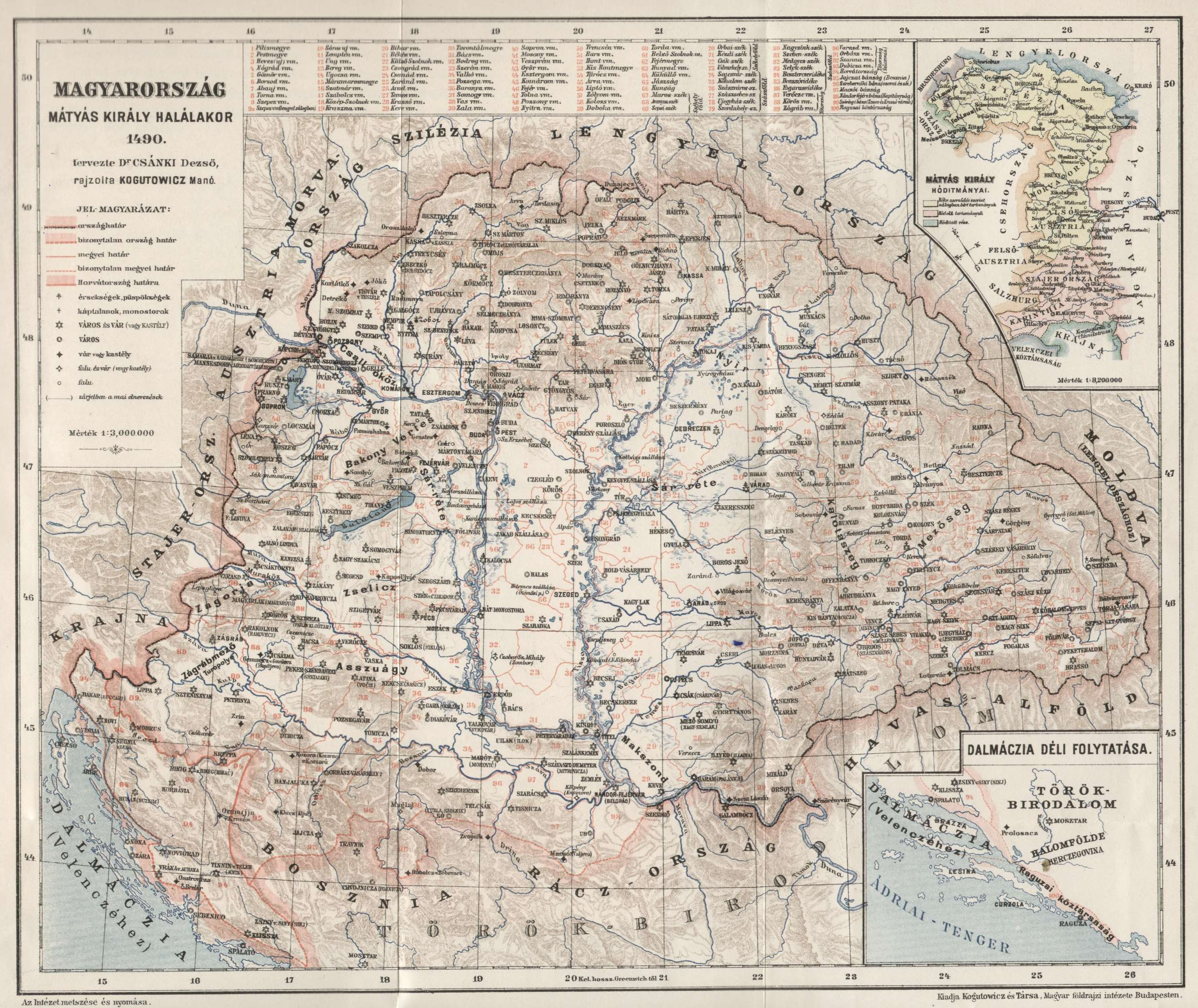
Csánki Dezső–Kogutowicz Manó: Magyarország Mátyás király halálakor

A Jászkun kerület 1279-ben alakult ki, a területére betelepített jászok és kunok önálló közigazgatási egységeként. Kiváltságuk értelmében közvetlenül a király alá tartoztak, főispánjuk és bírájuk pedig a nádor. 1514-ben az adómentességük megszűnt a Dózsa-féle felkelés támogatása miatt, majd 1655-ben ismét visszakapták. 1791-től követküldési jogot kapott az Országgyűlésbe. A Jászkun kerület végleg az 1876-os megyerendezéssel szűnt meg. 

## A középkori székek
A 13. században a Kárpát-medencébe érkező jász és kun népcsoportok kollektív kiváltságokat kaptak. Katonai kötelezettséggel rendelkeztek az uralkodó felé, cserébe nem voltak adókötelesek és a vármegyerendszertől független önálló igazgatással rendelkezhettek, ezek lettek a székek.

Jász és kun székek a 15. században

A kun székek a magyarországi kunok autonóm, a királyi vármegyerendszertől független közigazgatási egységei voltak. A szék a szászok és székelyek székeihez hasonlóan bírói széket jelent. A székek élén a kapitányok álltak. A rendszer nyilvánvalóan a régebbi kun nemzetségek alapján jött létre, a nemzetségfők válhattak a székek kapitányaivá, de erre csak egy szék, a Halas-szék esetén van megnyugtató forrásadat. A székekről először a 15. században hallunk, de valószínűleg a 14. században alakulhattak ki. Összesen hat székről van tudomásunk:
- Halas-szék – a Kiskunság területén Halas mezőváros (Kiskunhalas) központtal alakult ki a Csertán nemzetség területén, de több nemzetség jelenléte is kimutatható. A nemzetség fejének, Köncsög ispánnak 1366-ban Halason volt a szállása. 1418-ban még a nemzetség nevével jelzik a széket (de sede Chortyan), de 1451-től ugyanitt a Halas-széket találjuk.[1]
- Szentelt-szék – 1424-ből van rá adat, Csanád-megyében, Óbéba (ma Románia) és Halászmorotva (ma Tiszahegyes  része, Szerbia) között,  Kór nemzetség területén alakult ki.[1]
- Kolbáz-szék – 1440-től vannak rá adatok, a Nagykunságban Kolbázszállás központtal valószínűleg az Olás nemzetség szállásterületét foglalta magában, de több nemzetség jelenléte is kimutatható.[1]
- Kecskemét-szék – nemzetségi eredete bizonytalan, de valószínűleg az Iloncsuk nemzetség az eredete,[2] 1465-ben a kiskunsági Kecskemét mint a királynéi kunok bírói székének központja szerepel.[1]
- Kara-szék – nemzetségi eredete bizonytalan, központja a kiskunsági Karaszállás.
- Mizse-szék – 1469-ben szerepel, feltehetően a szálláskapitány Misse család birtokain alakult ki a szék.[1]
- Hantos-szék – nemzetségi eredete ismeretlen, Fejér vármegye dunántúli részén volt, valószínűleg egyetlen kun birtokos család birtokában a 14. században.[1]

A török korban két szék, a Hantos-szék és a Szentelt-szék eltűnt az elnéptelenedés és az elvándorlás miatt. A hat majd négy kun székhez társult az egyetlen jász szék:
- Berény-szék – Berény (Jászberény) székhellyel

A jászkun székek összessége felelt meg egy vármegyének, élén a nádorral, majd később a jászkun főkapitánnyal. A székek a szolgabírói járások megfelelői voltak. A székeken belül a kunok ágakba tömörültek, ezek egy szálláson telepedtek le, ami a falu megfelelője volt.

## A jászkun redemptio

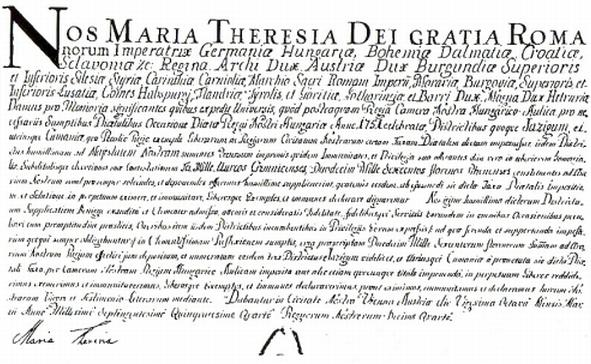
Mária Terézia 1745. május 6-án kelt diplomája

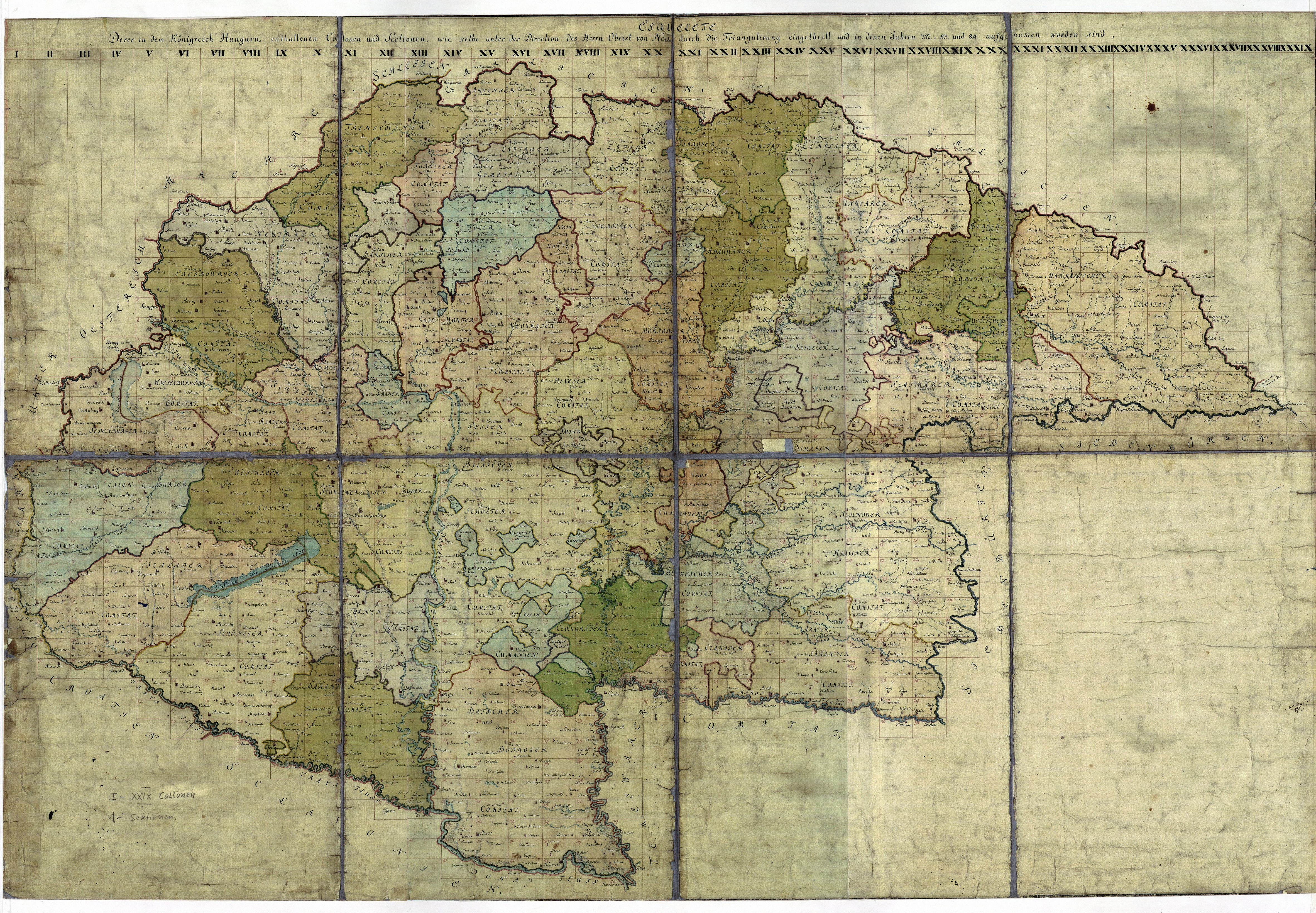
Ábrázolás az első katonai felmérésen

A török háborúk alatt sok kun elvándorolt, például hajdúk lettek. Régi területükre a török kiűzése után más népcsoportok is költöztek, mindez elősegítette a kunok beolvadását. Az utolsó kun nyelvű szövegek a reformáció idejéből ismertek. A Habsburg uralkodók a népesség megváltozására hivatkozva érvénytelennek tekintették a kiváltságokat és újszerzeményi területnek tekintették. A felszabadító háborúk jelentős terhet jelentettek a Habsburg kincstár számára, ezt az új területből befolyó összeggel próbálták kiegyenlíteni, ennek részként 1702-ben I. Lipót császár az egész jászkun kerületet eladta a Német Lovagrendnek. A szabadságjogok visszaszerzése érdekében mozgalom indult, ami 1745-ben az ún. jászkun redemptióhoz, azaz megváltáshoz vezetett. Ennek eredményeképpen a korábbi jász és kun területek visszanyerték autonómiájukat és ismét maguk szervezhették saját belső viszonyrendszereiket. A korábbi sok szék helyett ekkor már csak három kerület jött létre a Nagykun Kerület (latinul Cumania Major), a Kiskun Kerület (lat. Cumania Minor) és a Jász Kerület (lat. Jazigia). Ezen három kerület szoros kapcsolatban állt egymással, közös közigazgatási egységet alkottak és összefoglaló néven Jászkun Hármas Kerület néven szoktak rájuk hivatkozni.

## A Hármas Kerület

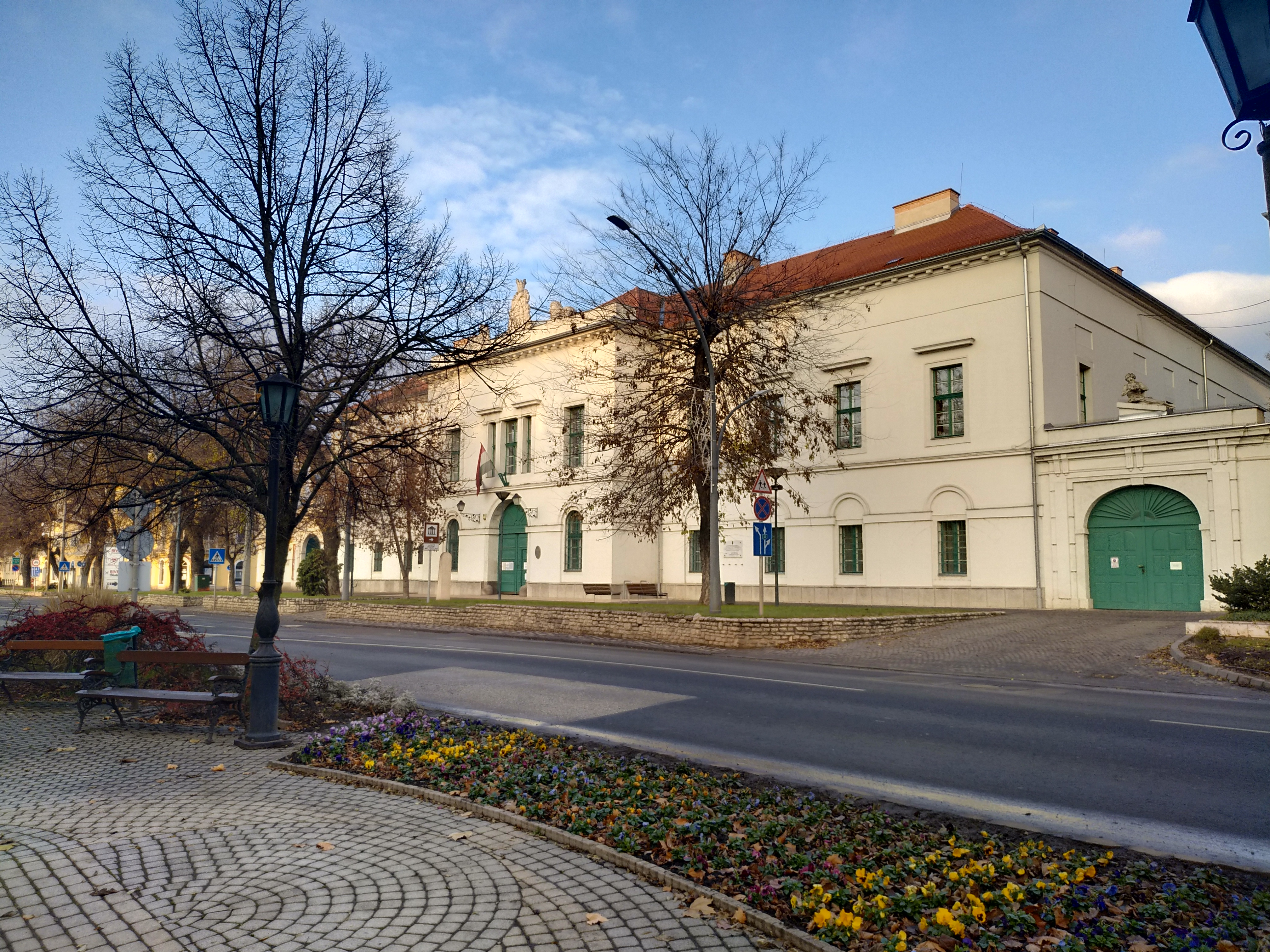
Az egykori Jászkun Hármas Kerület Székháza, Jászberény

A terület a redemptio után visszanyert függetlenségét, szabadparaszti birtokszerkezetét többnyire megtartotta, eltekintve egy rövid időszaktól. Ezen rövid időszak II. Józsefhez és az ő közigazgatási reformjaihoz kötődik, melynek részeként 1785-ben az összevont Hármas Kerületet a Pesti Kerülethez csatolták, majd az 1787-es vármegyerendezésekor Pest vármegyéhez csatolták a területeket. Mindez azonban nem volt tartós és önálló törvényhatóságát 1790-ben helyreállították, sőt 1791-ben országgyűlési követküldési jogot is nyert a Kerület.
A Jászkun Kerület országos főhatósága a helytartótanács, legfőbb bírája a nádor volt. A középszintű irányítási és felügyeletei szerve a Jászkun Kerület településeinek közös közgyűlése (Generalis Congregatio) volt. A közös közgyűlés egyenrangú volt a vármegyékkel, közötte és a települések között köztes jogszolgálati hatóságként működtek  a Jász, a Kiskun, és a Nagykun Kerületek közgyűlései.
Az egyházigazgatásában minden kerületbeli helység kegyúri joggal bírt. 1839-es népességi statisztika szerint a Jász Kerületben az összes népesség 91,91%-a római katolikus volt, a Kiskun Kerületben közel egyensúlyban a két felekezet, a római katolikusok aránya 55,29%, a Nagykun Kerületben viszont 85,03% református mellett csupán 14,75% római katolikus élt. A Jászság és a Nagykunság az Egri egyházmegyéhez, míg a Kiskunság a Váci egyházmegyéhez tartozott.
A Jászkun Kerület jogi különállása az 1876-os közigazgatási reformmal szűnt meg, ekkor betagolták a szomszédos vármegyékbe. Az 1876: 33. törvénycikk létrehozta Jász-Nagykun-Szolnok vármegyét és Pest-Pilis-Solt-Kiskun vármegyét, ezekbe a megyékbe Dorozsma kivételével a Jászkun Kerület községeit és rendezett tanácsú városait beolvasztotta. A Jász Kerület és a Nagykun Kerület Jász-Nagykun-Szolnok megye része lett, a Kiskun Kerület, Pest-Pilis-Solt-Kiskun megyébe, Dorozsma nagyközség pedig Csongrád megyébe került.